# Peter Scazzero
Peter Scazzero (* 1956 in New Jersey) ist ein US-amerikanischer Baptistenpastor, Gemeindegründer, Buchautor, Referent und zusammen mit seiner Frau Geri Gründer des Center for Emotional Health and Spirituality, eines Zentrums, das emotionale und spirituelle Gesundheit fördern und verbreiten will.

## Leben und Wirken
Scazzero wuchs in einer italienisch-amerikanischen Einwandererfamilie in einem Vorort von New York City in New Jersey auf. Sie betrieben eine italienische Bäckerei. 1974 besuchte er das College, durch einen Bibellesekreis wurde er Christ. Nach dem College unterrichtete er an einer Highschool Englisch, und er wurde ein Jahr darauf Mitarbeiter bei Intervarsity Christian Fellowship an der Rutgers-Universität und anderen Colleges in New Jersey. 3 Jahre später studierte er Theologie am Theological Seminary Princeton in Princeton, New Jersey, und am Gordon-Conwell Theological Seminary in South Hamilton nördlich von Boston, Massachusetts, das er mit einem Master abschloss. Danach zog er mit seiner Frau Geri für ein Jahr nach Costa Rica, um Spanisch zu lernen. Sie kehrten nach Queens, New York City, zurück, wo er als Hilfspastor in einer spanischen Einwanderergemeinde tätig war und an einem spanischsprachigen Seminar lehrte. Seinen Doktorgrad erwarb er am Eastern Baptist Theological Seminary in Philadelphia, Pennsylvania.
Scazzero gründete 1987 zusätzlich zusammen mit seiner Frau Geri die multikulturelle New Life Fellowship-Kirche in Corona und Elmhurst in Queens, New York City. Heute umfasst diese Kirchgemeinde mehrere Hundert Personen aus 65 Nationen. Gemeinsam haben die beiden das Center for Emotional Health and Spirituality gegründet.
2012 waren Scazzero und seine Ehefrau Geri Referenten beim Willow Creek-Leitungskongress in Stuttgart. Sie sprachen über den elementaren, aber weithin vernachlässigten Zusammenhang von geistlichem Wachstum und emotionaler Reife. Im November 2017 sprachen sie auf der Konferenz geistlich.emotional.reifen zu über 600 christlichen Führungskräften bei Chrischona International auf St. Chrischona bei Basel.

### Das Paulusprinzip
Scazzero beschreibt in seinem 2008 in Deutsch erschienenen Buch Das Paulus-Prinzip: Warum Schwäche ein Gewinn sein kann (englisch: The Emotionally Healthy Church - A Strategy for Discipleship that actually changes lives, 2003) seine Biographie und Lebensreise. Sie wurden vor allem von seinen italienischen Eltern, deren Idealen wie Arbeitseinsatz und Leistungsfähigkeit, geprägt. Er wurde Pastor und stellte fest, dass sein inneres Leben und seine tiefen Gefühle weitaus wichtiger waren für seinen Dienst als sein Wissen, seine Gaben und seine Erfahrungen.

### Glaubensriesen – Seelenzwerge?
Scazzero stellt im 2011 in Deutsch erschienenen Buch Glaubensriesen – Seelenzwerge? Geistliches Wachstum und emotionale Reife (englisch: Emotionally Healthy Spirituality: It's Impossible to Be Spiritually Mature, While Remaining Emotionally Immature, 2006) sein Verständnis von ungesunder Frömmigkeit, emotionaler Gesundheit und echter Spiritualität vor.

## Englische Werke
- With Andrea Sterk: Christian Charakter, Serie: A Lifeguide Bible Study, Intervarsity Press 1985 & 1999, ISBN 978-0-8308-3054-1
- With Andrea Sterk: Christian Disciplines, Serie: A Lifeguide Bible Study, Intervarsity Press 1988 & 1999, ISBN 978-0-8308-3055-8
- Old Testament Characters: Learning to Walk With God - 12 Studies for Individuals or Groups, Serie: A Lifeguide Bible Study, Intervarsity Press 1988 & 1991, ISBN 978-0-8308-1059-8
- Introducing Jesus - Starting a investigative Bible Study for Seekers, Intervarsity Press 1991, ISBN 978-0-8308-1174-8
- New Life in Christ, Zondervan, Grand Rapids 1991, ISBN 978-0-310-54761-7
- Love - Building Healthy Relationships, Fruit of the Spirit Bible Studies, 2001
- With Warren Bird: The Emotionally Healthy Church - A Strategy for Discipleship that actually changes lives, Zondervan, Grand Rapids 2003 & 2015, ISBN 978-0-310-52075-7
- The Emotionally Healthy Church Workbook - 8 Studies for Groups or Individuals, Zondervan 2006 & 2015, ISBN 978-0-310-52076-4
- Emotionally Healthy Spirituality: It's Impossible to Be Spiritually Mature, While Remaining Emotionally Immature, Zondervan, Grand Rapids 2006 & 2017, ISBN 978-0-310-34849-8 (mit anderem Untertitel: Unleash a Revolution in Your Life in Christ, Thomas Nelson, 2011, ISBN 978-0-8499-4642-4)
- With Phyllis J. LePeau, Jack Kuhatschek, Jacalyn & Stephen Eyre: Fruit of the Spirit - 48 Bible Studies for Individuals or Groups, Zondervan 2013, ISBN 978-0-310-69845-6
- Emotionally Healthy Spirituality Day by Day - A 40-Day Journey with the Daily Office, Zondervan 2014, ISBN 978-0-310-34116-1
- Emotionally Healthy Spirituality Course Workbook - It's impossible to be spiritually mature, while remaining emotionally immature, Zondervan 2014, ISBN 978-0-310-88255-8
- The emotionally Healthy Leader - How transforming your inner life will deeply transform your church, team, and our world, Harper Collins 2015, ISBN 978-0-310-49457-7

### Deutsche Übersetzungen
- Mit Geri Scazzero: Das Paulus-Prinzip. Warum Schwäche ein Gewinn sein kann, Francke, Marburg 2008, ISBN 978-3-86122-998-8
- Glaubensriesen – Seelenzwerge? Geistliches Wachstum und emotionale Reife, Brunnen, Gießen 2011, ISBN 978-3-7655-0881-3 (mehrere Auflagen)
- Mitten im Tag bist du mir nah. Acht Wochen mit dem Tagzeitengebet, Brunnen, Gießen 2012, ISBN 978-3-7655-4159-9
- Jetzt ist Schluss! Mein Aufbruch in ein selbstbestimmtes Leben, Brunnen, Gießen 2012, ISBN 978-3-7655-1499-9
- Emotional gesund leiten - Was Sie stark macht für Gemeinde und Beruf, Brunnen, Gießen 2017, ISBN 978-3-7655-0981-0